# Literatura grunge

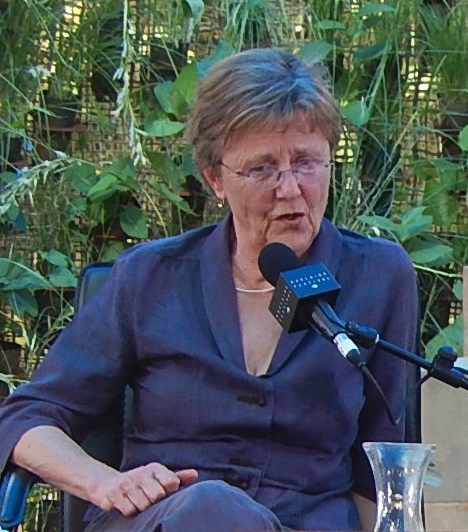
La escritora australiana de ficción Helen Garner fue considerada retrospectivamente como una autora del género grunge, debido a los personajes y el tema de su novela Monkey Gripde 1977: una madre soltera que vive en una relación destructiva con un adicto a la heroína, en medio de un círculo de artistas y actores desempleados.

La literatura grunge es un género literario australiano que se aplica generalmente a la escritura ficticia o semi-autobiográfica relacionada con jóvenes insatisfechos y marginados que viven en entornos suburbanos o urbanos, o espacios "intermedios" sin concretar (por ejemplo, vivir en una casa móvil o dormir en una playa). Típicamente fue escrito por "nuevos autores jóvenes" que examinaron "existencias reales y sucias" de jóvenes de bajos ingresos, cuyas vidas giran en torno a una búsqueda nihilista de sexo casual, uso recreativo de drogas y alcohol, utilizados para escapar del aburrimiento. Los personajes marginados pueden permanecer en estos entornos "intermedios" y lidiar con sus "cuerpos abyectos" (problemas de salud, enfermedad, etc.). La literatura grunge se ha descrito como un subconjunto de realismo sucio y una rama de la literatura de la Generación X. El término "grunge" es una referencia al género grunge de la música rock estadounidense.
El género fue acuñado por primera vez en 1995, después del éxito de la primera novela de Andrew McGahan llamada Praise, que se publicó en 1991 y se hizo popular entre los lectores de menos de 30 años, un grupo demográfico poco investigado. Otros autores considerados "grunge" son Linda Jaivin, Fiona McGregor y Justine Ettler. Desde su invención, el término "grunge literario" ha sido aplicado a las novelas escritas a partir de 1977, como la de Monkey Grip de Helen Garner. La literatura grunge es a menudo cruda, explícita y vulgar, hasta el punto de que la obra de The River Ophelia (1995) de Ettler se etiqueta como pornográfica. 
El término "literatura grunge" y su uso para categorizar y comercializar este grupo diverso de escritores y estilos de autor ha sido objeto de debate y crítica. Linda Jaivin no estuvo de acuerdo con poner a todos estos autores en una categoría, Christos Tsiolkas calificó al término de "creación del medio", y Murray Waldren negó que la literatura grunge fuese un nuevo género; dijo que las obras en realidad son un tipo del género de realismo sucio preexistente.

## Temas y estilo
La mayoría de literatura grunge se publica como cuentos y novelas; sin embargo, hay algunas antologías y colecciones. La mayoría de las obras de esta literatura colocan a sus protagonistas en un entorno urbano o suburbano donde exploran la relación entre el cuerpo y el alma y entre uno mismo y el "otro". Las novelas típicamente representan una "cita interna" "... mundo de futuros desintegrados dónde el único alivio del... aburrimiento fue a través de una búsqueda nihilista de sexo, violencia, drogas y alcohol". A menudo, los personajes centrales están marginados, careciendo de unidad y determinación más allá del deseo de satisfacer sus necesidades básicas. 
Los jóvenes en las obras están típicamente insatisfechos, alienados, amargados y cínicos. Algunos caracteres en la literatura grunge enfrentan el existencialismo y el aburrimiento. Según Ian Syson, los "jóvenes australianos deprimidos y asustados" que pueblan las novelas de grunge expresan "su alienación a través del consumo excesivo de alcohol, actos de brutalidad, conquistas sexuales y desprecio activo por la autoridad". Una disertación australiana de PhD de 2009 que en "la ficción grunge..., los fluidos, órganos y deseos de sus cuerpos sexualizados son... promiscuamente dispersos" y la "...maternidad total del cuerpo se convierte en el medio a través del cual nuevas formas de identidad y política se presentan". The River Ophelia trata sobre una joven estudiante universitaria que enfrenta violencia doméstica, auto-abuso y se desarrolla en bares y clubes nocturnos, en medio del uso de drogas, la adicción y un ambiente de amor obsesivo y autodestructivo: 
“La cosa es... lo que pasa con todo este dolor por el que pasamos, todo este amor que duele todo el tiempo, lo que pasa con todo este dolor es que es realmente exquisito. Es un dolor exquisito. Eso es lo que nos hace volver por más” (The River Ophelia, p. 134)

#### Tipos de personajes y escenarios

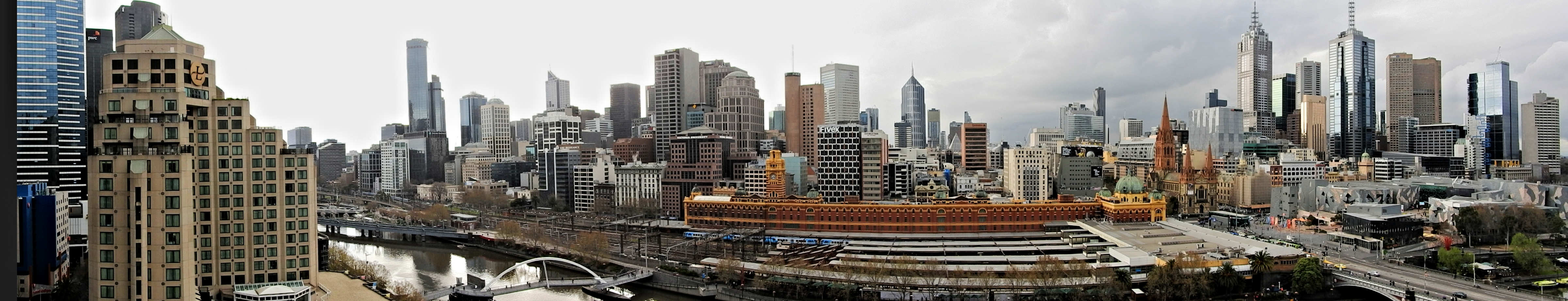
La literatura grunge se establece casi exclusivamente en el centro de la ciudad, con parte o la mayor parte de su acción en los centros de las ciudades. Uno de los primeros ejemplos del género, Monkey Grip (1977), se estableció en Melbourne.

Los personajes en la literatura grunge son los de los márgenes sociales y culturales. La tesis de Samantha Dagg de 2017 identifica el arquetipo de personajes de la literatura grunge el "individuo interrumpido", y sus "arquetipos con género, la 'hembra transitoria' y el 'macho estático'". En Kindling Does for de Firewood de Richard King, una crónica de los vagos de Melbourne, Australia, el personaje masculino, Peter, vive en una casa compartida con compañeros de habitación desempleados que solo consumen cerveza y drogas. Los suburbios se representan como la contrapartida "femenina", "menor" y "doméstica" de la ciudad más "masculina" y "fálica", siendo esta última una zona de dominación y poder. Drift Street se desarrolla casi exclusivamente en entornos suburbanos. Monkey Grip se encuentra en un en torno urbano de viviendas compartidas. Algunas historias representan personajes que viven en viviendas temporales, que no son ni suburbanas ni urbanas, o que se encuentran entre dos zonas, como en una playa, carpa, caravana o garaje. 
Los personajes del libro Drift Street de Claire Mendes se describen cómo poco saludables, inmundos, con sobrepeso, tatuados, con cabello grasiento y que viven en viviendas deterioradas "que se parecen a los cuerpos que los habitan". Los personajes de Drift Street son personas "viles y abusivas" que se aprovechan de "víctimas poco atractivas". La familia Washbourne en esta novela tiene un padre abusivo y alcohólico, dos hijos adultos que en su mayoría están desempleados y uno de ellos está en una pandilla neonazi y "contamina su cuerpo" con drogas, existe una relación incestuosa entre el padre y la hija.
El personaje Gordon en Praise se describe como un cabello largo y sin lavar, rostro sin afeitar y piel pálida y flácida, y vive en una casa grande y "vieja", donde todos los inquilinos comparten un baño. Gordon tampoco es el macho australiano "normativo", ya que "carece de fuerza", tiene una libido baja y se jacta de tener una aventura amorosa con un hombre. Los hermanos de 14 y 15 años en The Lives of the Saints tienen cabello largo, una combinación de aficionados y tatuajes profesionales, orejas perforadas, y viven en un apartamento desordenado que huele a alcohol, humo de cigarrillo y comida frita. Los personajes de Helen Garner en su novela de 1977, Monkey Grip, son ciudadanos adictos a la heroína, entrando y saliendo de una relación destructiva y obsesiva con una madre soltera, en medio de un círculo de artistas y actores y personajes que viven en la asistencia social en una vivienda compartida. La literatura grunge también se enfoca en personajes con cuerpos "abyectos", es decir, cuerpos que se están deteriorando y personajes que se enfrentan a problemas de salud. Por ejemplo, los personajes principales masculinos y femeninos en Praise, Gordon Buchanan y Cynthia Lamonde, ambos tienen cuerpos enfermos, Cynthia tiene la piel que estalla en erupciones. 
Karen Brooks declaró que Drift Street de Clare Mendes, The Lives of the Saints de Edward Berridge y Praise de Andrew McGahan "...exploran las limitaciones psicosociales y psicosexuales de los jóvenes personajes urbanos y suburbanos en relación con los límites imaginarios y socialmente construidos definiendo... uno mismo y otro "y" abriendo "nuevos" espacios liminales "donde se puede explorar el concepto de un cuerpo humano abyecto". Brooks afirma que las historias cortas de Berridge brindan "...una variedad de jóvenes violentos, descontentos y a menudo abyectos", personajes que "...difuminan y a menudo vuelcan " los límites entre el espacio suburbano y el urbano. Brooks afirma que los personajes marginados en The Lives of the Saints, Drift Street y Praise pueden permanecer en "shit creek" (un entorno o situación indeseable) y "diver... fluye" de estos "arroyos", reclamando así la "liminalidad" de sus escenarios aproximados (estar en una situación fronteriza o de transición) y su propia "abyección" (tener "cuerpos abyectos" con problemas de salud, enfermedades, etc.) como "sitios de empoderamiento simbólico y agencia".

#### Marketing
Los libros de la literatura grunge se comercializaron en sus portadas publicitarias como "narrativas sin compromisos" que dieron a los lectores acceso a los "nervios crudos de la juventud" de una manera "inquebrantablemente real", inquietante y convincente. Los autores utilizan un estilo confesional, diacrítico y narrativo y elementos autobiográficos para lograr un intimidad con el lector. Estos libros se comercializaron de una manera que enfatizaba el estatus de celebridad de los jóvenes autores de la Generación X. La literatura grunge se comercializó como textos auténticos y sin rodeos sobre las experiencias de los jóvenes que son crudas, vulgares y explícitas. 

## Autores
Los autores australianos reconocidos por haber escrito literatura grande incluyen a Andrew McGahan, cuya novela Praise ganó el Australian / Vogel Literary Award en 1991, Helen Garner cuya novela Monkey Grip ganó el National Book council Award en 1978 y Edward Berridge quien escribió The Lives of the Saints. Otros escritores a tener en cuenta son: Christos Tsiolkas (Loaded), Linda Jaivin (Eat me), Clare Mendes (Drift Street), Neil Boyack (co-author, with Simon Colvey, of Black), Fiona McGregor (Suck My Toes), Ben Winch (Liadhed), Justine Ettler (The River Ophelia), Leonie Stephens (Big Man's Barbie y Nature Strip), Eric Dando (Snailhy), Richard King (Kindling Does for Firewood), John Birmingham (He Died with a Felafel in his Hand), Barbara Wel (The Life-Styles of Previous Tenants) and Coral Hull. 

## Relación entre la literatura y el género musical
Stuart Glover afirma que el término "literatura grunge" toma el término "grunge" de la industria musical. El género grunge "a finales de los 80 y principios de los 90: las bandas de Seattle". Algunos escritores grunge también son músicos. En 2004, Ben Winch lanzó un álbum conceptual, él toca rock de improvisación y hace grabaciones intencionadamente de baja fidelidad. 